# Selonië
Selonië of Selië (Lets: Sēlija) is een historische landstreek in het zuidoosten van Letland. De streek dankt zijn naam aan een Baltische stam uit dit gebied, de Selen. De streek grenst in het zuiden aan Litouwen, in het westen aan Semgallen, in het noorden aan Vidzeme en in het oosten aan Letgallen. Historisch was het lang een deel van Semgallen.
De voornaamste stad in Selonië is Jēkabpils. 
Het historische Selonië strekte zich gedeeltelijk uit over Litouwen. Selonië is geen administratief deel in het moderne Letland, maar bevat thans de gemeenten Aknīste, Ilūkste, Jaunjelgava, Jēkabpils, Nereta, Salas, en Viesīte, de stad Jēkabpils, plus de gedeelten van Daugavpils gemeente en Krāslava gemeente op de linkeroever van de Daugava. 
De Selische taal is uitgestorven, maar sommige bewoners spreken nog steeds een Letgaals dialect. 

## Geschiedenis

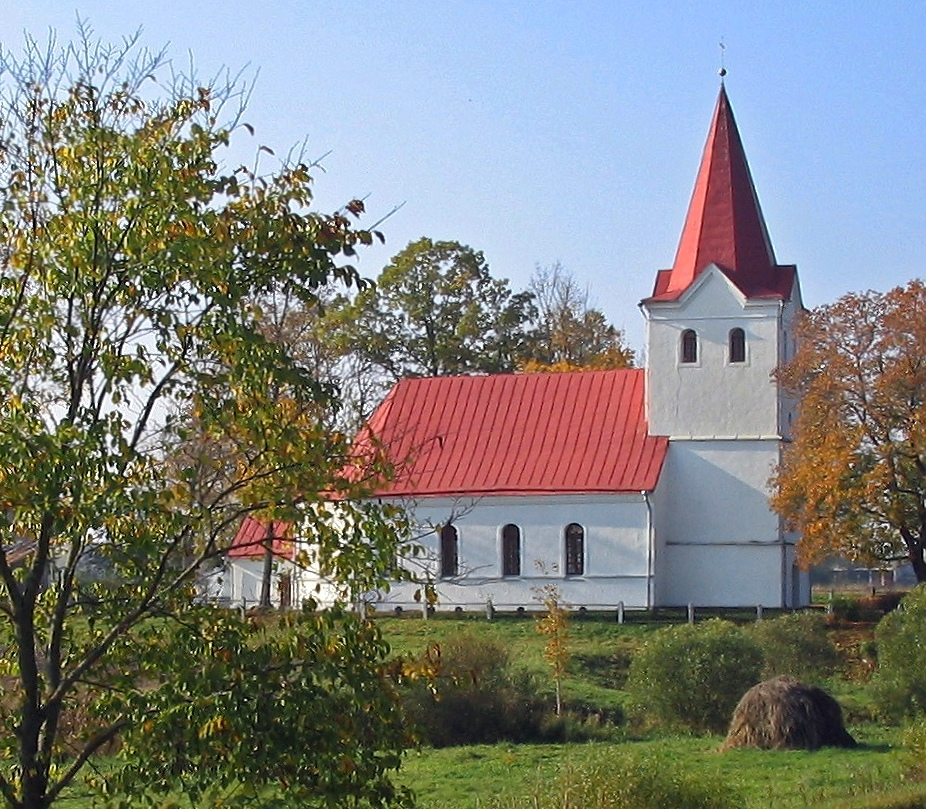
Kerk van Lasi

In de schenkingsakte van Mindaugas van 1261 wordt het gebied van de Selonen nauwkeurig beschreven. Hun grens verliep van de Daugava bij Naujene, vlak bij Daugavpils, langs de Kopkelis en het Luodis meer , noordwaarts langs de Duseta rivier naar het Sartai meer, naar de bron van de Sventoji. Verder liep het langs de rivieren Latuva, Vašuoka en Viešinta, langs de Lėvuo noordwaarts naar de Mūša (Mūsa), stroomafwaarts tot aan de monding van de Babyte.
Zich baserend op taalkundige gegevens, begrenst de Litouwse taalkundige K. Buga het zuiden van hun grondgebied met de steden Salakas, Tauragnai, Utena, Svėdasai, Subačius, Palėvenė, Pasvalys en Saločiai. 
De onderwerping en kerstening van de Selen begon in 1208, toen Albert van Buxhoeveden Sēlpils (Latijn: Castrum Selonum) veroverde. De term "Selen" komt waarschijnlijk van de Duitse aanpassing van de Lijfse naam "Hooglanders". In het Lets wordt de streek ook wel Augšzeme of Hoogland genoemd. Dit leidt tot de hypothese dat de Letse Selonen en Litouwse Aukštaitiers tot hetzelfde volk behoorden. 
De Kroniek van Hendrik van Lijfland beschrijft de Selen als bondgenoten van de Litouwers. 
In 1218 vormde de regio een Bisdom Selonië, maar in 1226 werd een deel van dat bisdom gevoegd bij het aartsbisdom Riga en de rest bij het bisdom Semgallen. 
Tegenwoordig wordt de regio voornamelijk bewoond door Letten, Russen en inheemse Litouwers. 